# Jiří Souček (politik OF)
Jiří Souček (2. září 1929 – ?) byl český a československý politik, po sametové revoluci poslanec Sněmovny národů Federálního shromáždění za Občanské fórum, později za Občanské hnutí.

## Biografie
Ve volbách roku 1990 zasedl do české části Sněmovny národů Federálního shromáždění (volební obvod Východočeský kraj) za OF. Zasedal v zemědělské komisi parlamentu. Po rozkladu OF v roce 1991 přešel do poslaneckého klubu Občanského hnutí. Ve Federálním shromáždění setrval do voleb roku 1992.